# Cup No. 1
Cup No. 1, er en ungdoms-fodboldturnering, som gennemføres i Frederikshavn hver sommer i uge 28.
Turneringen, der startede i 1984 som Dana Cup No. 1,  er international og besøges årligt af ca. 30 nationer fra Afrika, Asien, Australien, Europa, New Zealand, Nord-  og Sydamerika.
Turneringen må af kapacitetsmæssige grunde begrænses til ca. 300 pige- og drengehold.
Fra 2012 skiftede turneringen navn til det nuværende i forbindelse med, at Frederikshavn fI fodbold har overtaget hele ansvaret for ungdomsturneringen.

## Ekstern henvisning
- Cup No. 1, hjemmeside

| Fodbold | Spire Denne artikel om en fodboldturnering er en spire som bør udbygges. Du er velkommen til at hjælpe Wikipedia ved at udvide den. |